# Franca Raimondi
Franca Raimondi (* 8. Juli 1932 in Monopoli; † 28. August 1988 in Rom) war eine kurzzeitig bekannte italienische Sängerin.

## Leben und Wirken
Als weitgehend unbekannte Sängerin gewann sie mit dem Lied Aprite le finestre beim Sanremo-Festival 1956. Daher durfte sie ihr Land beim ersten Grand Prix Eurovision de la Chanson im Jahr 1956 vertreten. Ihre Platzierung ist nicht bekannt gegeben worden.
Danach hatte sie nur noch wenige Auftritte.